# الضاية
الضاية  هي أعلى بحيرة على مستوى سطح البحر في الجزائر، تقع على ارتفاع 1170 متر، تقع بالجهة الغربية من الأطلس المتيجي في الطريق بين بلديتي عين الرمانة وتمزقيدة (أي بين ولايتي المدية والبليدة) و تبعد حوالي 7 كم عن الحدود الإدارية بين ولايتي المدية وعين الدفلى (بلدية بومدفع) وهي تتبع إداريا ولاية المدية .
و هي منطقة سياحية رائعة ومحمية بيئية تابعة للحظيرة الوطنية للشريعة، تزخر بمناظر خلابة و هي مقصد العديد من السياح للراحة والاستجمام وتعد مخزنا متنوعا للثروة الحيوانية والنباتية، أنواع الطيور كاللقلق، النسر الملكي، الحجل، البط، النسور، العقاب والعديد من الطيور المهاجرة، كما تعرف الغابة المحيطة بالبحيرة تنوعا كبيرا في الأشجار والنباتات كشجر البلوط والكستناء والقندول والأعشاب الطبية المختلفة.

## الموقع
بحيرة تمزقيدة الواقعة في قمة جبل تمزقيدة، تعطي صورة واضحة للجزء المشالي لسهل متيجة، واد بورومي وشفة من الناحية الشرقية، مدخل المدية وواد حربيل جنوبا، وجزء من أعالي شلف غربا

## بيئة
تمتد على مساحة هكتارين محاطة بسلسلة غابية تحتوي على أنواع عديدة من النباتات كأشجار:
- البلوط الأخضر، البلوط الفليني، الاسفندان الريفي، الدردار، الخروب، الصنوبر الحلبي، الزيتون والتوت .

هذا التنوع النباتي حوّل المنطقة إلى مكان مفضل لمختلف أصناف الطيور مثل:
- اللقلق الأبيض، الكروان، البجع، طيور الكركي، البوم، الصقر، بالإضافة إلى العديد من أصناف الثدييات كالقرد ماغو، الأرانب، الثعلب، الحرباء والسلحفاة.

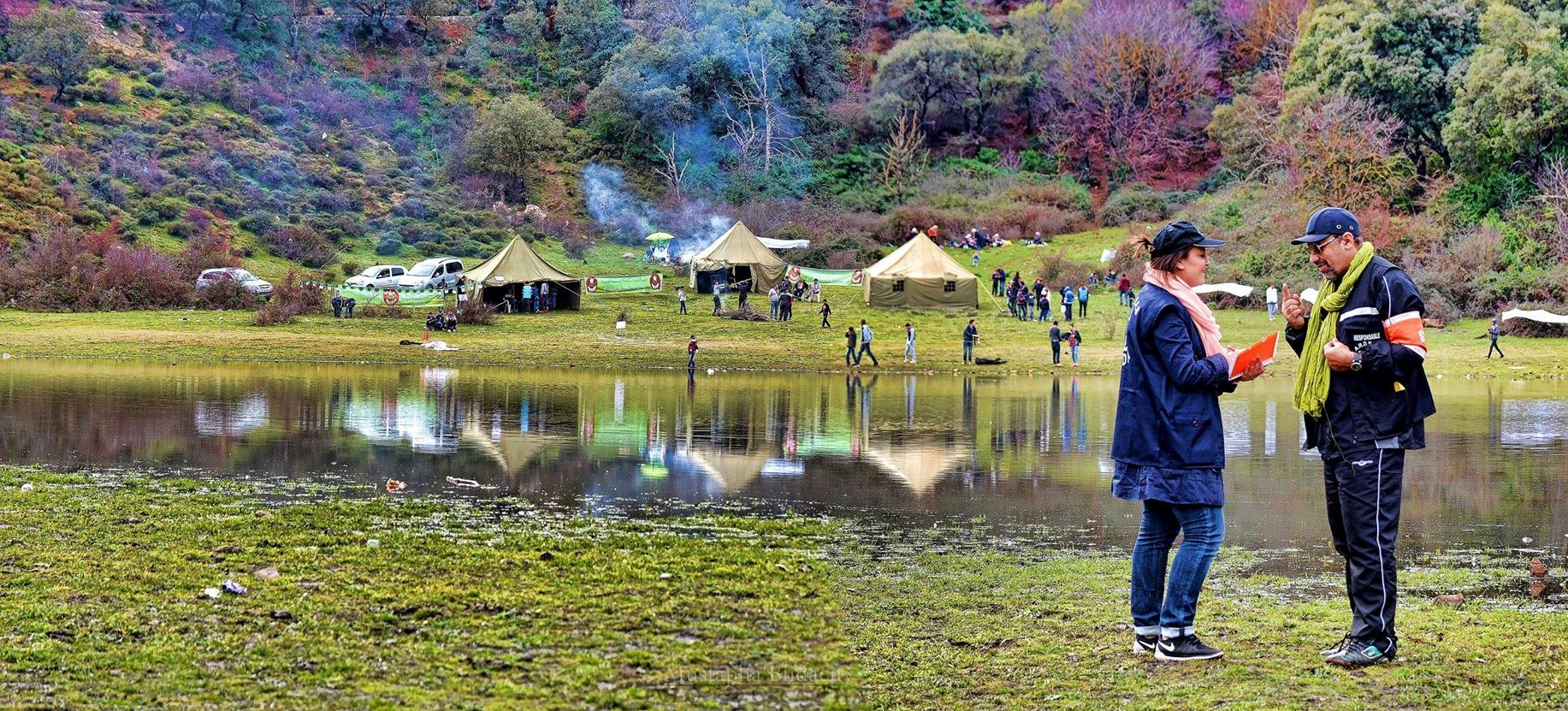
فوج الكشافة الإسلامية

## البحيرة في التراث اللامادي
هذا الموقع الجذاب كان مصدر إلهام للعديد من القصص التاريخية والخيالية المتوارثة عبر الأجيال لتصبح متجذرة في الذاكرة الجماعية لسكان المنطقة إلى يومنا هذا، وأشهر هذه الأساطير التي رويت من طرف مدوّني جيش الاحتلال تحكي أنه في أواخر القرن 12م كان هناك رجلا صالحا يدعى سي محمد بوشاقور أقام في منطقة تامزقيدة التي تضم العديد من القبائل المتقاتلة فيما بينها بشكل مستمر وفي خلال بضع سنوات نجح هذا الأخير في إقامة الصلح بين المتقاتلين المتواجدين في سفوح جبال الأطلس، ومن أجل مكافأتهم على الامتثال للصلح عاهدهم بتطوير بلادهم حيث قام بشق الجبل بفأسه، فنتج عنه سيل جارف أفاض واد متيجة، انبثق عنه واد سمي بواد الشفاء (واد شفة) لأن مياهه تشفي سريعا إصابات مختلف محاربي القبائل.
وبعد العودة إلى ديارهم التمس ممثلي القبائل المتصالحة مرة أخرى المساعدة من الولي الصالح لجعل حقول الكروم المزروعة في المنطقة وافرة الإنتاج، سي محمد بوشاقور استقر في جبل تمزقيدة وأمر مختلف القبائل بإحضار في كل صباح قلة من الماء ليصبها على رأس قمة الجبل ومن هنا نشأت أسطورة بحيرة الضاية المعلقة التي لا تجف مياهها أبدا وتبقى وافرة حتى في أوقات الجفاف الشديد، البحيرة المعلقة بقيت لمدة طويلة مكان يزوره سكان المنطقة للبحث عن علاج شاف، من خلال رحلتهم يحافظ الزوار على الطقوس القديمة الموروثة عن أجدادهم، بحلول موسم الحرث أو الجني يقوم الزوار بالصعود إلى قمة الجبل لأجل الاحتفاء وملئ 500 قلة التي توجد بالقرب من ضريح الولي الصالح.

## معرض صور

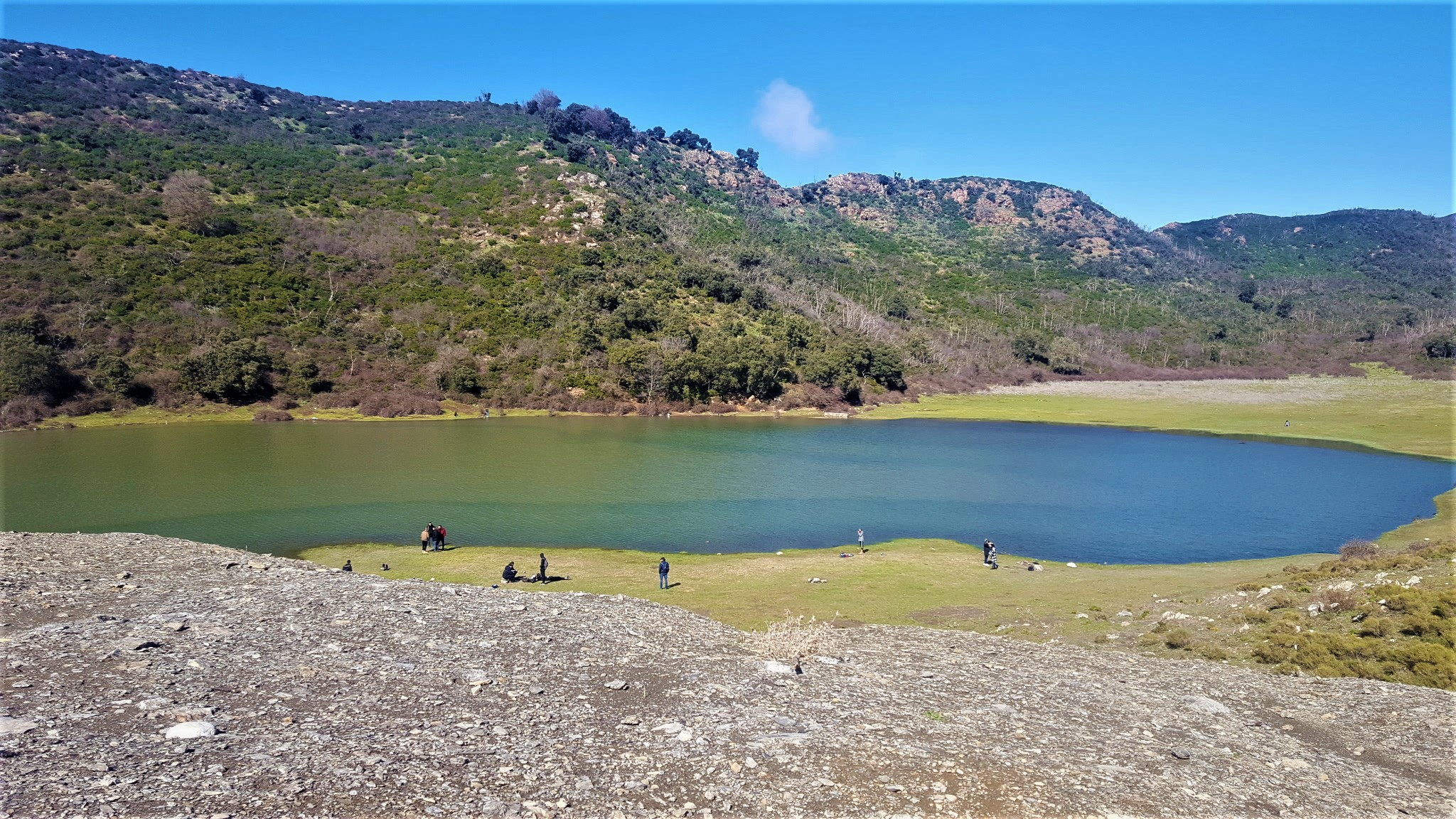
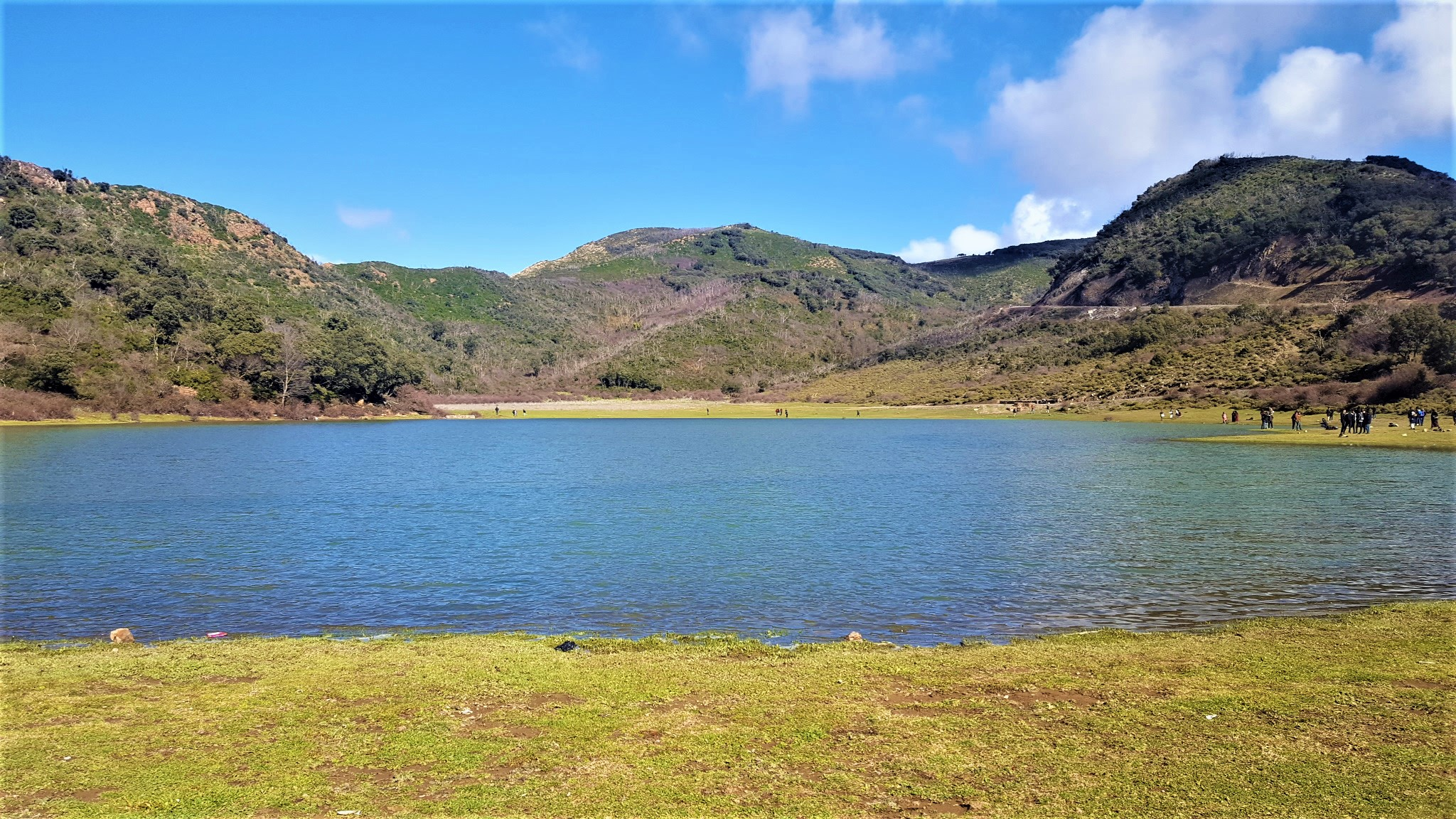
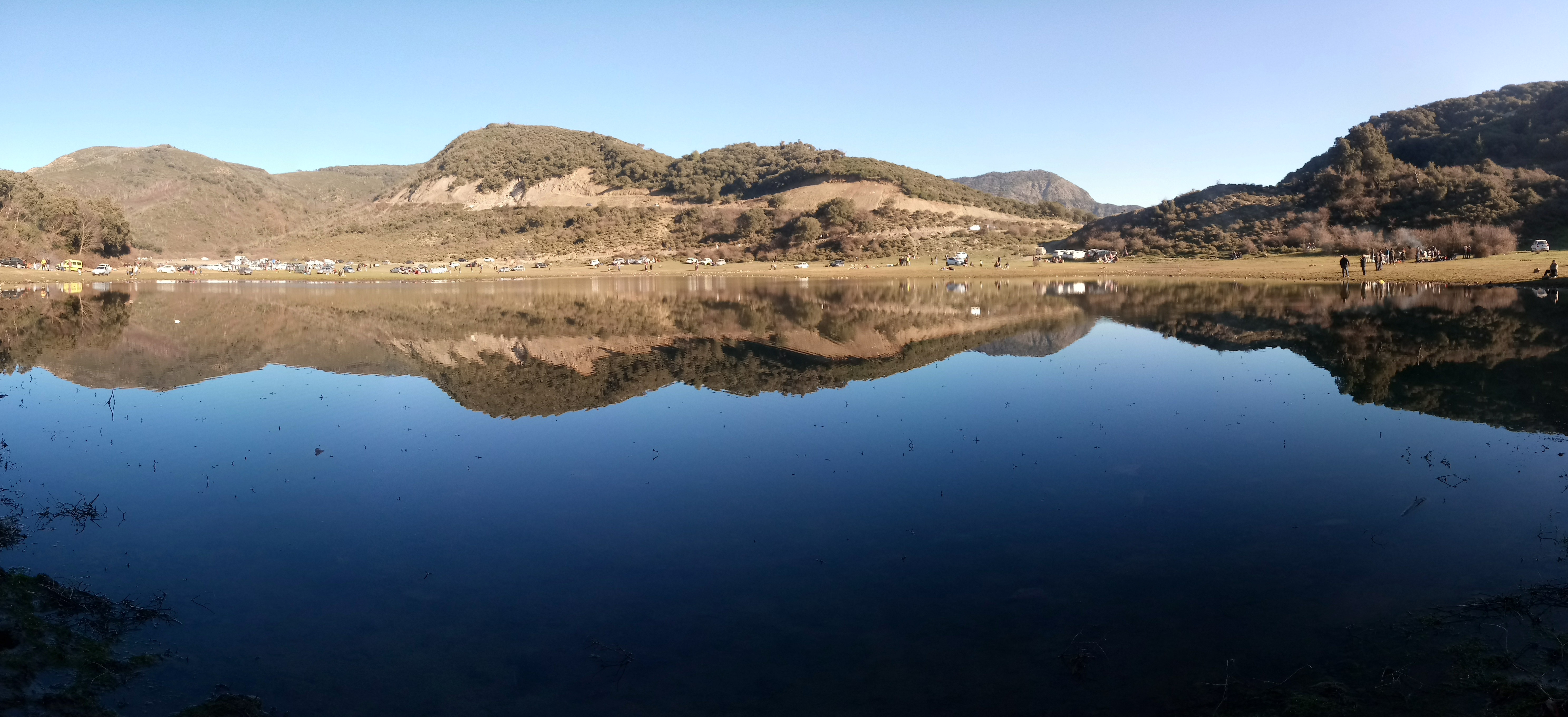
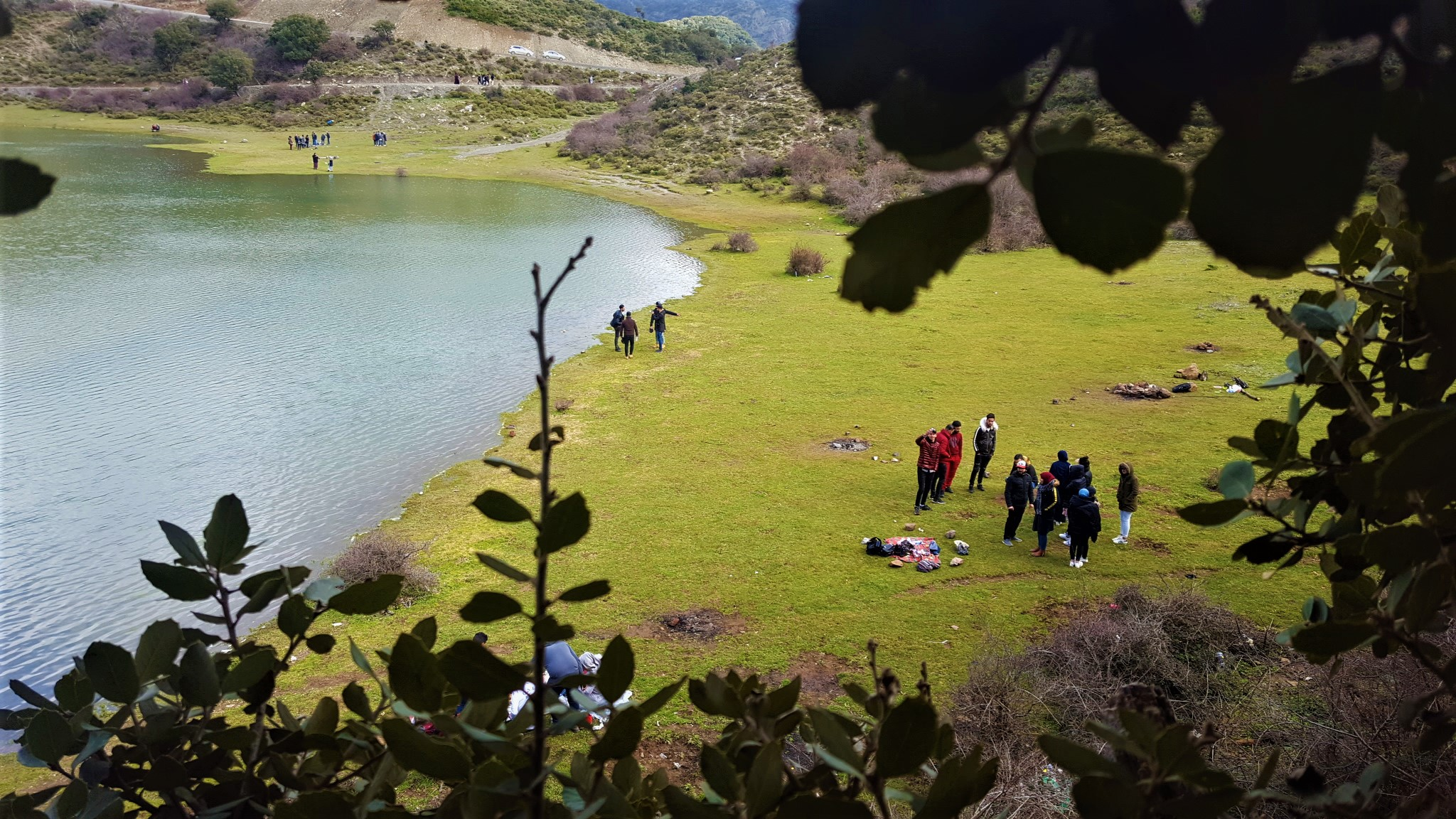
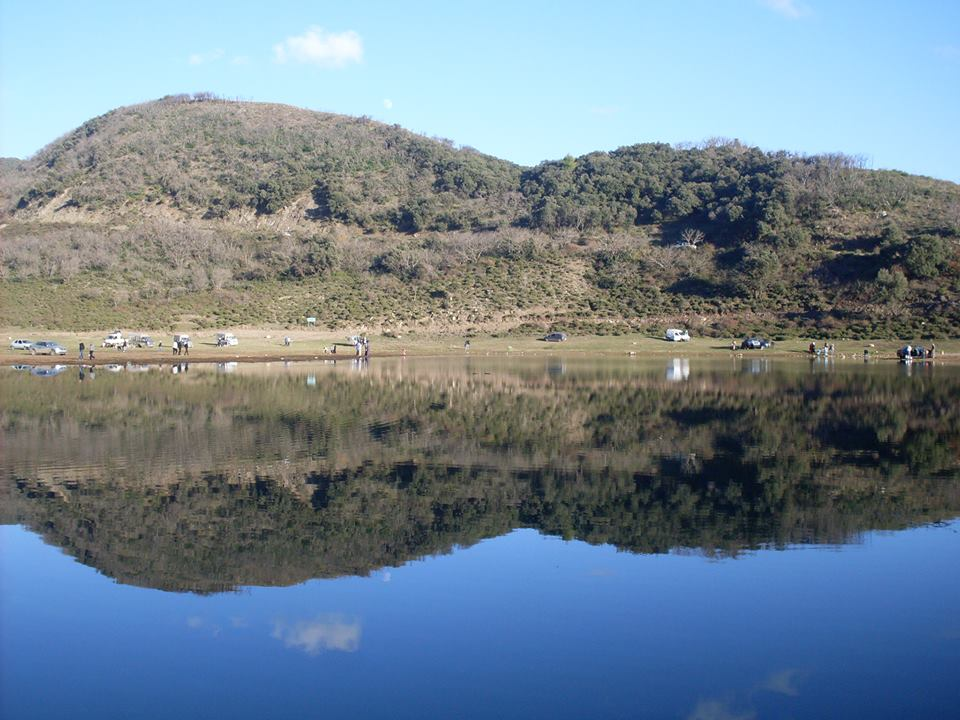
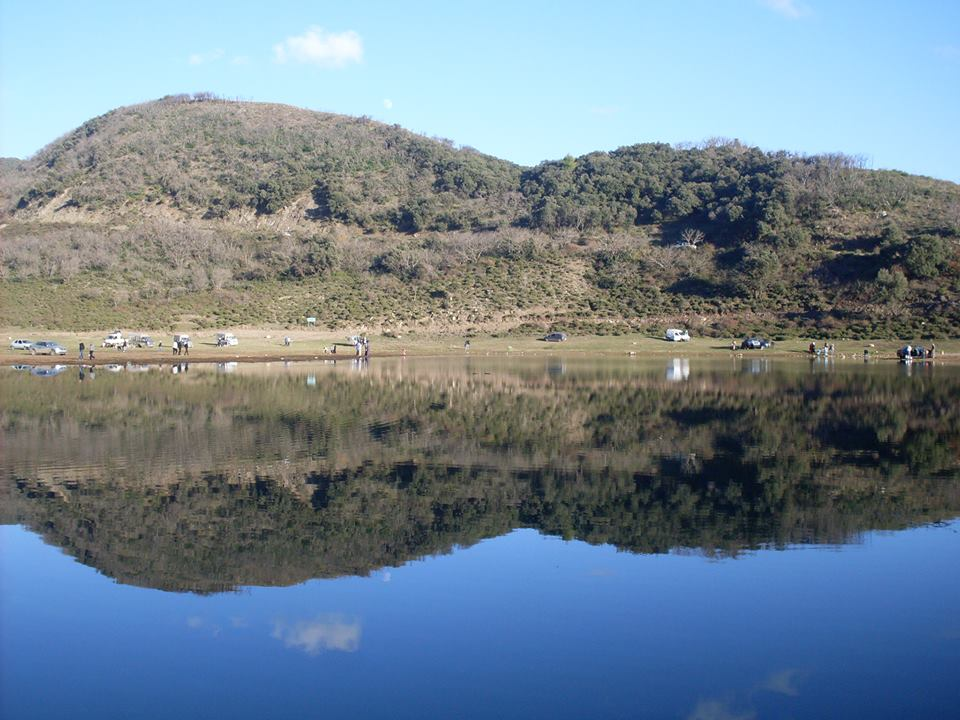
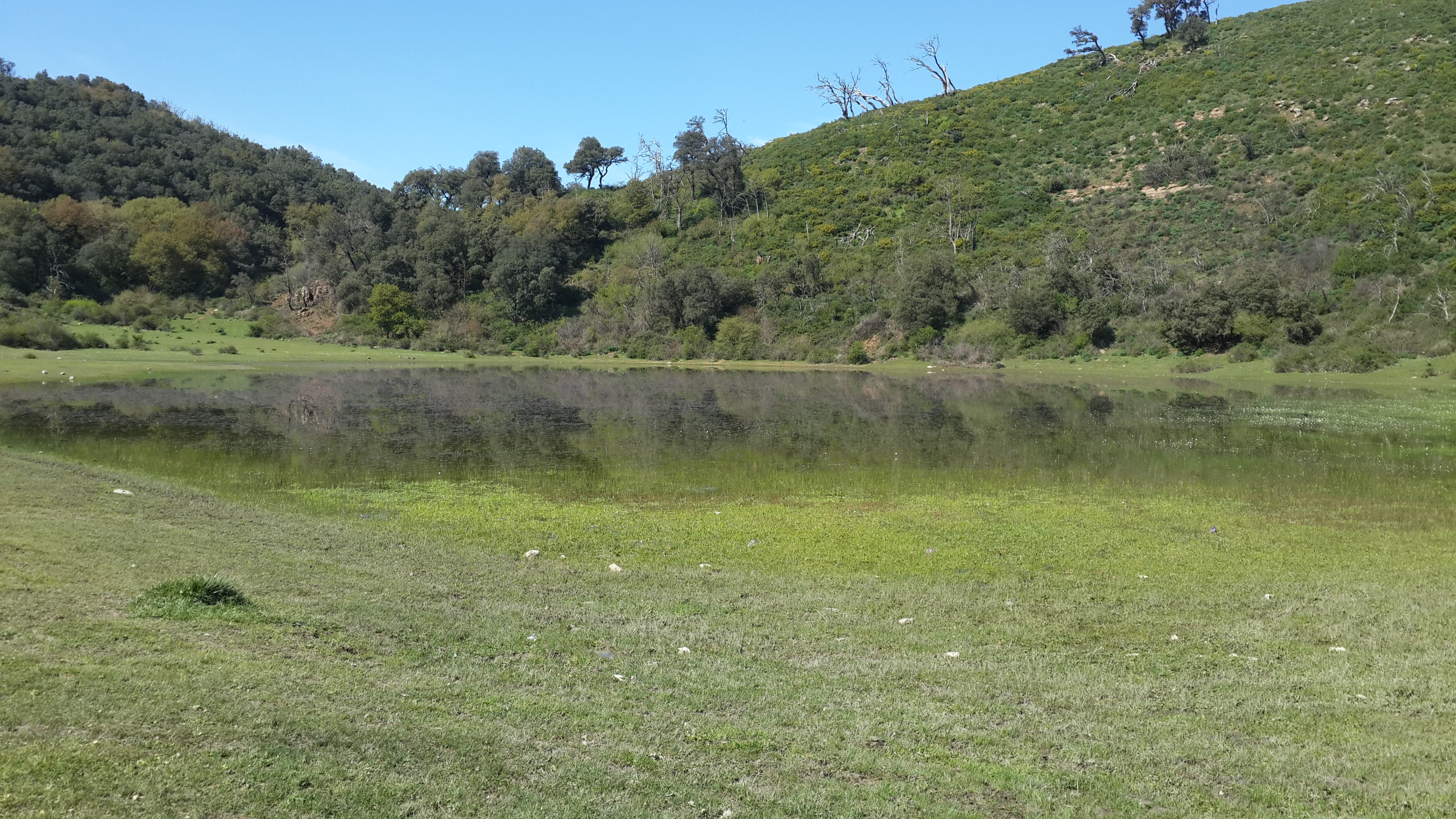

## وصلة خارجية
- بحيرة الضاية